# Portbou

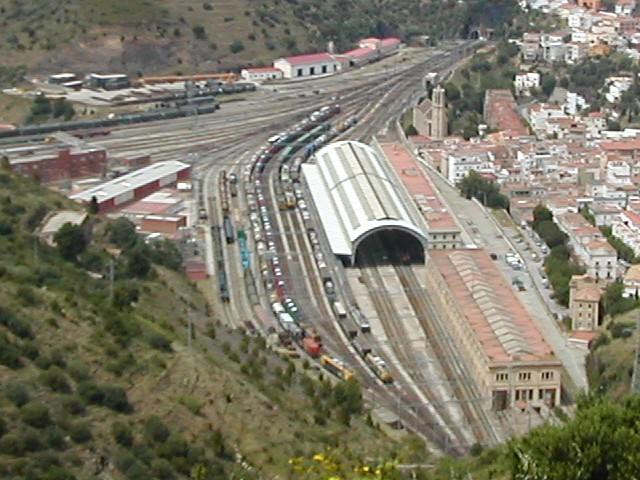
Järnvägsstationen

Portbou är en liten spansk stad i Girona-provinsen, Katalonien, på gränsen till Frankrike. Den hade 1 296 invånare 2013.
Portbou hade 1030 omkring 4 000 invånare. Efter spanska inbördeskriget hade befolkningen nästan halverats. Staden hade under kriget varit ett litet men viktigt fäste för socialisterna, men efter fascisternas seger lät Franco ta ut sin hämnd mot Portbou.
Närmaste större samhälle är Roses, 18 km söder om Portbou. 